# Anochetus natalensis
Anochetus natalensis es una especie de hormiga carnívora del género Anochetus, categorizada en la tribu Ponerini, de la subfamilia Ponerinae. Fue descrita por Arnold en 1926.

## Distribución
Se distribuye por África: Sudáfrica.

## Hábitat
Habita en el bosque costero y en pastizales montanos. Se ha encontrado a elevaciones de 36 hasta 1707 m s. n. m.